# Dolîna, Ratne
Dolîna (în ucraineană Долина) este un sat în comuna Mlînove din raionul Ratne, regiunea Volînia, Ucraina.

## Demografie
Componența lingvistică a localității Dolîna
     Ucraineană (96,27%)
     Belarusă (3,11%)
     Alte limbi (0,62%)
Conform recensământului din 2001, majoritatea populației localității Dolîna era vorbitoare de ucraineană (96,27%), existând în minoritate și vorbitori de belarusă (3,11%).